# Picramnia ciliata
Picramnia ciliata är en tvåhjärtbladig växtart som beskrevs av Carl Friedrich Philipp von Martius. Picramnia ciliata ingår i släktet Picramnia och familjen Picramniaceae. Inga underarter finns listade.